# Clișcăuți, Hotin
Clișcăuți (în ucraineană Клішківці, transliterat Klișkivți, în rusă Клишковцы) este un sat reședință de comună în raionul Hotin din regiunea Cernăuți (Ucraina). Are 6,551 locuitori, preponderent ucraineni, fiind cel mai mare sat din raionul Hotin.
Satul este situat la o altitudine de 268 metri, în partea de centru a raionului Hotin. De această comună depinde administrativ satul Mlinchi.

## Istorie
Localitatea Clișcăuți a făcut parte încă de la înființare din Ținutul Hotinului a regiunii istorice Basarabia a Principatului Moldovei. 
Prin Tratatul de pace de la București, semnat pe 16/28 mai 1812, între Imperiul Rus și Imperiul Otoman, la încheierea războiului ruso-turc din 1806 – 1812, Rusia a ocupat teritoriul de est al Moldovei dintre Prut și Nistru, pe care l-a alăturat Ținutului Hotin și Basarabiei/Bugeacului luate de la Turci, denumind ansamblul Basarabia (în 1813) și transformându-l într-o gubernie împărțită în zece ținuturi (Hotin, Soroca, Bălți, Orhei, Lăpușna, Tighina, Cahul, Bolgrad, Chilia și Cetatea Albă, capitala guberniei fiind stabilită la Chișinău). 
La începutul secolului al XIX-lea, conform recensământului efectuat de către autoritățile țariste în anul 1817, satul Clișcăuți făcea parte din Ocolul Rașcovului a Ținutului Hotin . 
După Unirea Basarabiei cu România la 27 martie 1918, satul Clișcăuți a făcut parte din componența României, ca localitate de reședință a Plasei Clișcăuți a județului Hotin. Pe atunci, majoritatea populației era formată din ucraineni. În perioada interbelică, au funcționat aici o pretură, o judecătorie, o secție de jandarmi, un ocol silvic, un oficiu PTT de stat și un oficiu telefonic . În domeniul învățământului, existau un gimnaziu de băieți, o școala de agricultură (de iarnă) de băieți 
Ca urmare a Pactului Ribbentrop-Molotov (1939), Basarabia, Bucovina de Nord și Ținutul Herța au fost anexate de către URSS la 28 iunie 1940. După ce Basarabia a fost ocupată de sovietici, Stalin a dezmembrat-o în trei părți. Astfel, la 2 august 1940, a fost înființată RSS Moldovenească, iar părțile de sud (județele românești Cetatea Albă și Ismail) și de nord (județul Hotin) ale Basarabiei, precum și nordul Bucovinei și Ținutul Herța au fost alipite RSS Ucrainene. La 7 august 1940, a fost creată regiunea Cernăuți, prin alipirea părții de nord a Bucovinei cu Ținutul Herța și cu cea mai mare parte a județului Hotin din Basarabia .
În perioada 1941-1944, toate teritoriile anexate anterior de URSS au reintrat în componența României. Apoi, cele trei teritorii au fost reocupate de către URSS în anul 1944 și integrate în componența RSS Ucrainene, conform organizării teritoriale făcute de Stalin după anexarea din 1940, când Basarabia a fost ruptă în trei părți. 
Începând din anul 1991, satul Clișcăuți face parte din raionul Hotin al regiunii Cernăuți din cadrul Ucrainei independente. Conform recensământului din 1989, numărul locuitorilor care s-au declarat români plus moldoveni era de 88 (40+48), reprezentând 1,26% din populație . În prezent, satul are 6.551 locuitori, preponderent ucraineni.

## Demografie
Componența lingvistică a localității Clișcăuți
     Ucraineană (99,01%)
     Alte limbi (0,88%)
Conform recensământului din 2001, majoritatea populației localității Clișcăuți era vorbitoare de ucraineană (99,01%), existând în minoritate și vorbitori de alte limbi.
1930: 7.184 (recensământ)
1989: 7.004 (recensământ)
2007: 6.551 (estimare)

## Personalități
Cel mai mare sat din raionul Hotin (Clișcăuți) este renumit prin faptul că s-a născut acolo Leonid Kadeniuk (n. 1951), primul cosmonaut al Ucrainei independente (a zburat în spațiu în misiunea STS-87 din 1997 a navetei spațiale Columbia). Un muzeu dedicat cosmonautului este deschis în școala din sat . 

## Obiective turistice
- Biserica "Adormirea Maicii Domnului" - construită în 1772 din lemn, apoi reconstruită din piatră în 1881 în formă de cruce [9]

## Galerie de imagini

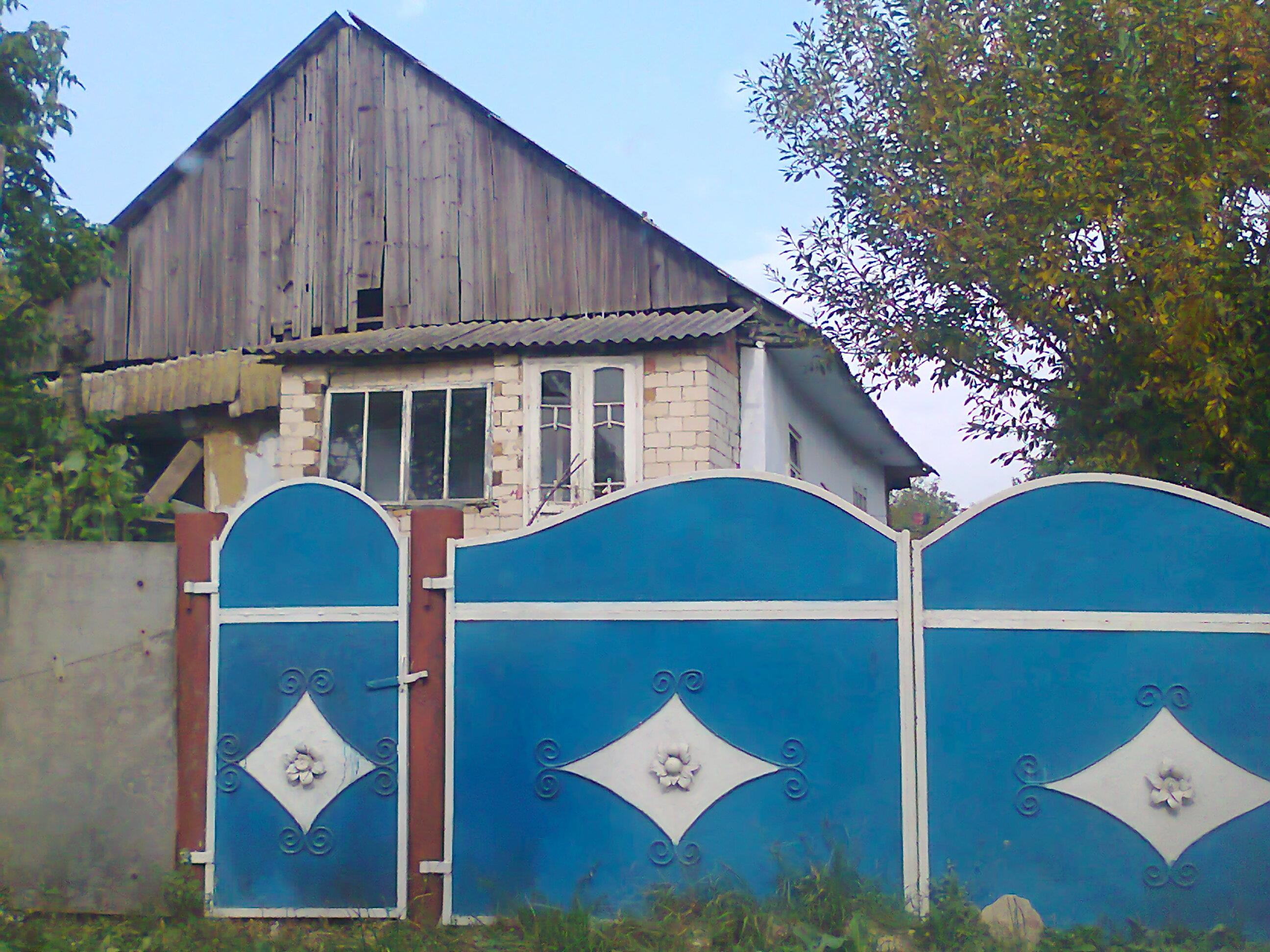
Sinagoga veche